# Harald Slott-Møller

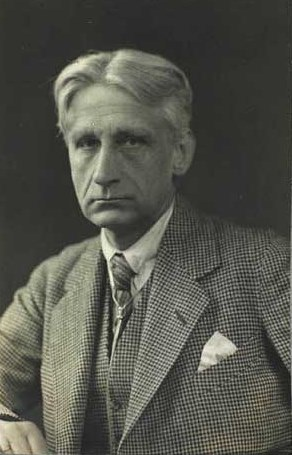
Harald Slott-Møller

Georg Harald Slott-Møller (* 17. August 1864 in Kopenhagen; † 20. Oktober 1937 ebenda) war ein dänischer Maler und Keramiker.

## Leben
Harald Slott-Møller wurde als Sohn von Carl Emil Møller (1829–1882) und Anna Maria Cathrine, geb. Møller (1832–1878), in eine Kaufmannsfamilie geboren. Er absolvierte eine Ausbildung beim Dekorationsmaler Adolph Hellesen (1831–1890) und studierte ab 1881 an der Königlich Dänischen Kunstakademie in Kopenhagen. Anschließend wurde er von 1883 bis 1886 Schüler von Peder Severin Krøyer an der von diesem und Laurits Tuxen 1882 gegründeten Kunstnernes Frie Studieskoler.

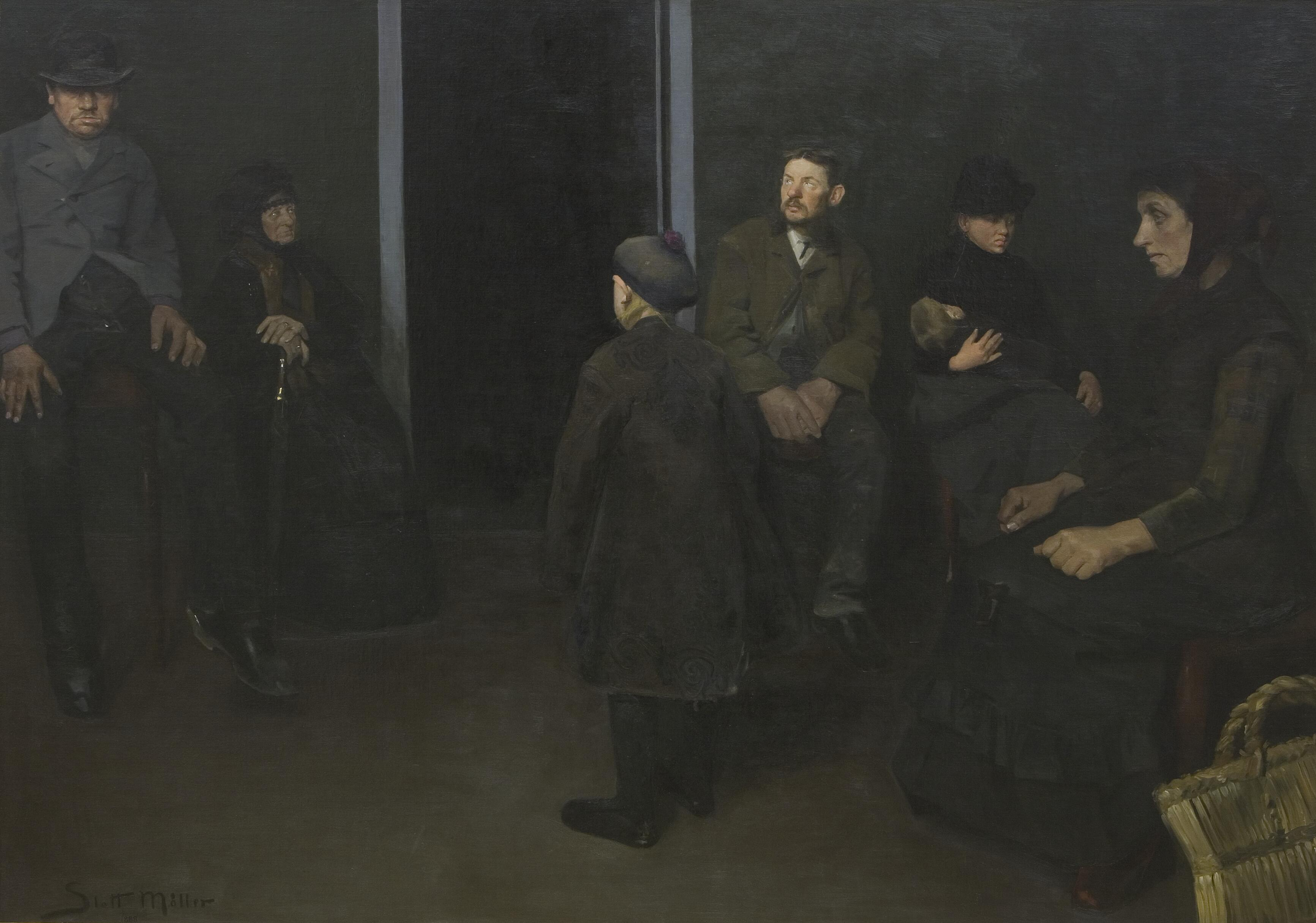
Fattigfolk i dødens venteværelse (Arme Leute im Wartezimmer des Todes)

Anfangs waren seine Bilder in einem naturalistischen Stil gemalt und er galt als eines der größten künstlerischen Talente dieses Stils. Sein Freund, der Schriftsteller Georg Brandes bezeichnete diese Zeit in der dänischen Kunst als „Aufbruch in die Moderne“ (dänisch Det Moderne Gennembrud). Slott-Møller stellte seine Werke erstmals 1886 auf der Frühjahrsausstellung (Forårsudstilling) in Charlottenborg aus und erregte 1888 mit seinem Werk Fattigfolk i dødens venteværelse (Arme Leute im Wartezimmer des Todes) Aufmerksamkeit. Ab etwa 1890 wandte er sich einer individualistischeren, detailreichen Sprache zu und geriet auch unter den Einfluss des Symbolismus, mit Tre kvinder, sommeraften (drei Frauen am Sommerabend) als typischem Beispiel.
Slott-Møller war 1891 Mitbegründer des Künstlerverbandes Den Frie Udstilling (Die freie Ausstellung), die sich analog zum Salon des Refusés den Zulassungsbedingungen der Charlottenborg-Ausstellung widersetzte. Er galt als wichtiger Pionier der Moderne in der dänischen Kunst. Nach 1900 schlichen sich wieder realistischere Tendenzen in seine Arbeit ein, wobei er der Ästhetik viel Aufmerksamkeit schenkte. Das Bild Primavera ist eines seiner bekanntesten Werke ab 1901. Slott-Møller war zudem ein gefragter Porträt- und Landschaftsmaler. Nach Kontroversen mit seinen Künstlerkollegen nahm er zuletzt 1900 an der freien Ausstellung teil und stellte danach von 1904 bis zu seinem Tod wieder in Charlottenborg aus.
Eine weitere Sparte seines Schaffens war das Kunsthandwerk. Er beherrschte den Holzschnitt und das Schneiden von Elfenbein, konnte Silberarbeiten und Schmuckstücke meißeln und modellieren sowie Entwürfe für Möbel und Schmuck zeichnen. Diese Fähigkeiten als Designer machten ihn von 1902 bis 1906 zum künstlerischen Leiter der Steingutfabrik Aluminia, die unter ihrem neuen Direktor Frederik Dalgas (1866–1934) mit der Hilfe von Slott-Møller und dem Maler und Keramiker Christian Joachim (1870–1943) eine Produktion von Kunst-Fayencen startete.
Harald Slott-Møller heiratete am 22. Mai 1888 im Kopenhagener Rathaus die Malerin Agnes Rambusch (Agnes Slott-Møller; * 10. Juni 1862 in Kopenhagen; † 11. Juni 1937 im Herrenhaus Løgismose bei Assens (Fünen)), Tochter des Leutnants und späteren Marinekommandeurs Jacob Heinrich Victor Rambusch (1825–1886) und der Constantine Juliane, geb. Hansen (1834–1891). Dank mehrerer Reisestipendien unternahm er gemeinsam mit seiner Frau zahlreiche Studienreisen. Diese führten das Paar etwa 1888/89 nach Deutschland, Italien und Paris, 1895 nach Frankreich, 1896 erneut nach Deutschland und Frankreich sowie nach England, 1897/98 nach London, 1900, 1904 und 1910 nach Italien.
Harald Slott-Møller war in der nationalen Politik aktiv. Für die Grænseforeningen zeichnete er mit seiner Frau die Dybbølmærket (Düppel-Marke, 1920) zur Erinnerung an die Schlacht an den Düppeler Schanzen im Deutsch-Dänischen Krieg 1864. Ebenso porträtierte er später 12 prominente Süderjütländer und Südschleswiger, die mit der Flensburger Bewegung in Verbindung standen. Die Bilder hängen heute in einem Clubraum im Flensborghus, dem Kulturzentrum der dänischen Minderheit in Flensburg. Zur Volksabstimmung in Schleswig 1920 entwarf er mehrere pro-dänische Plakate.

## Galerie

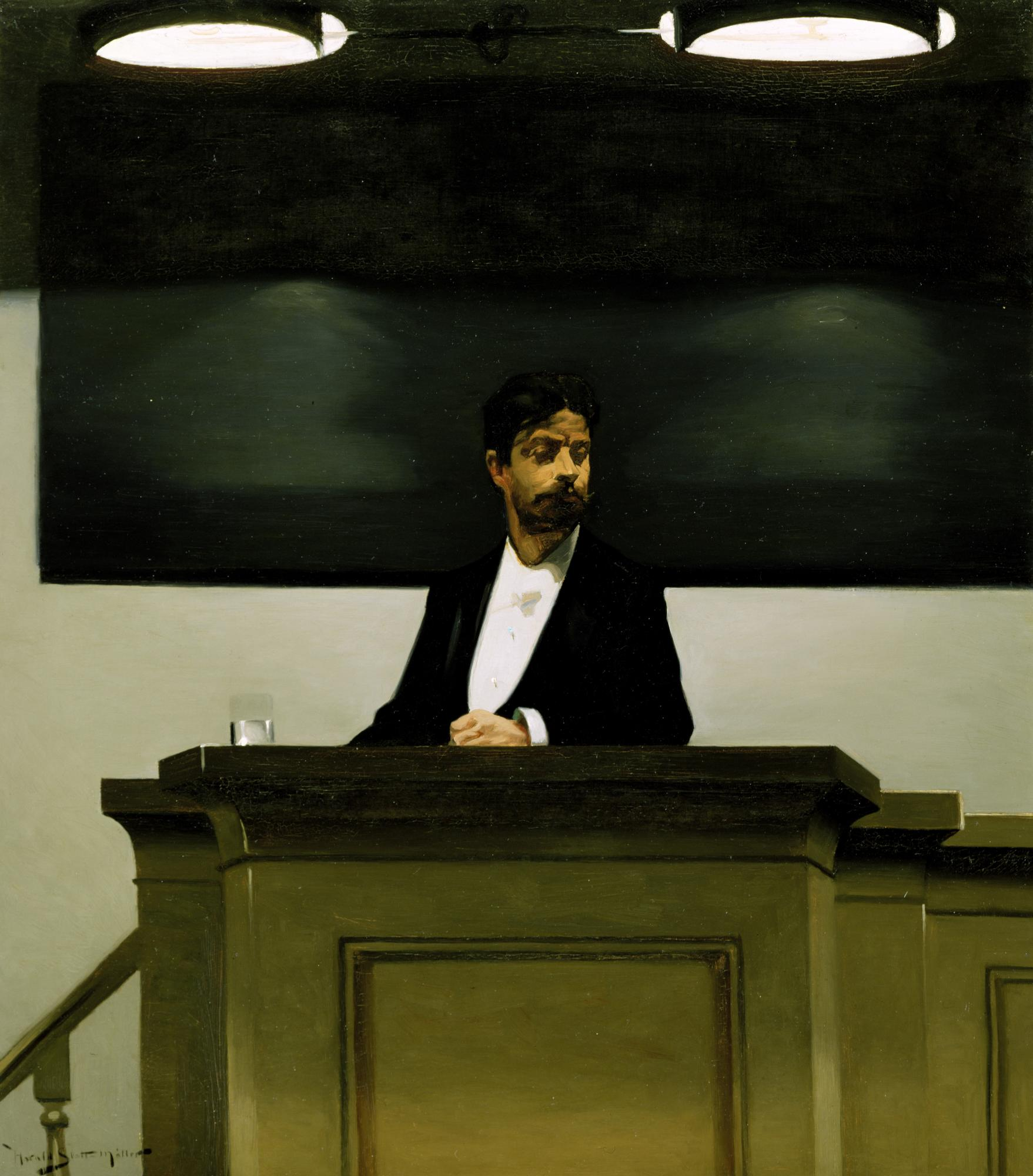
Georg Brandes, Dozent an der Universität Kopenhagen, 1889
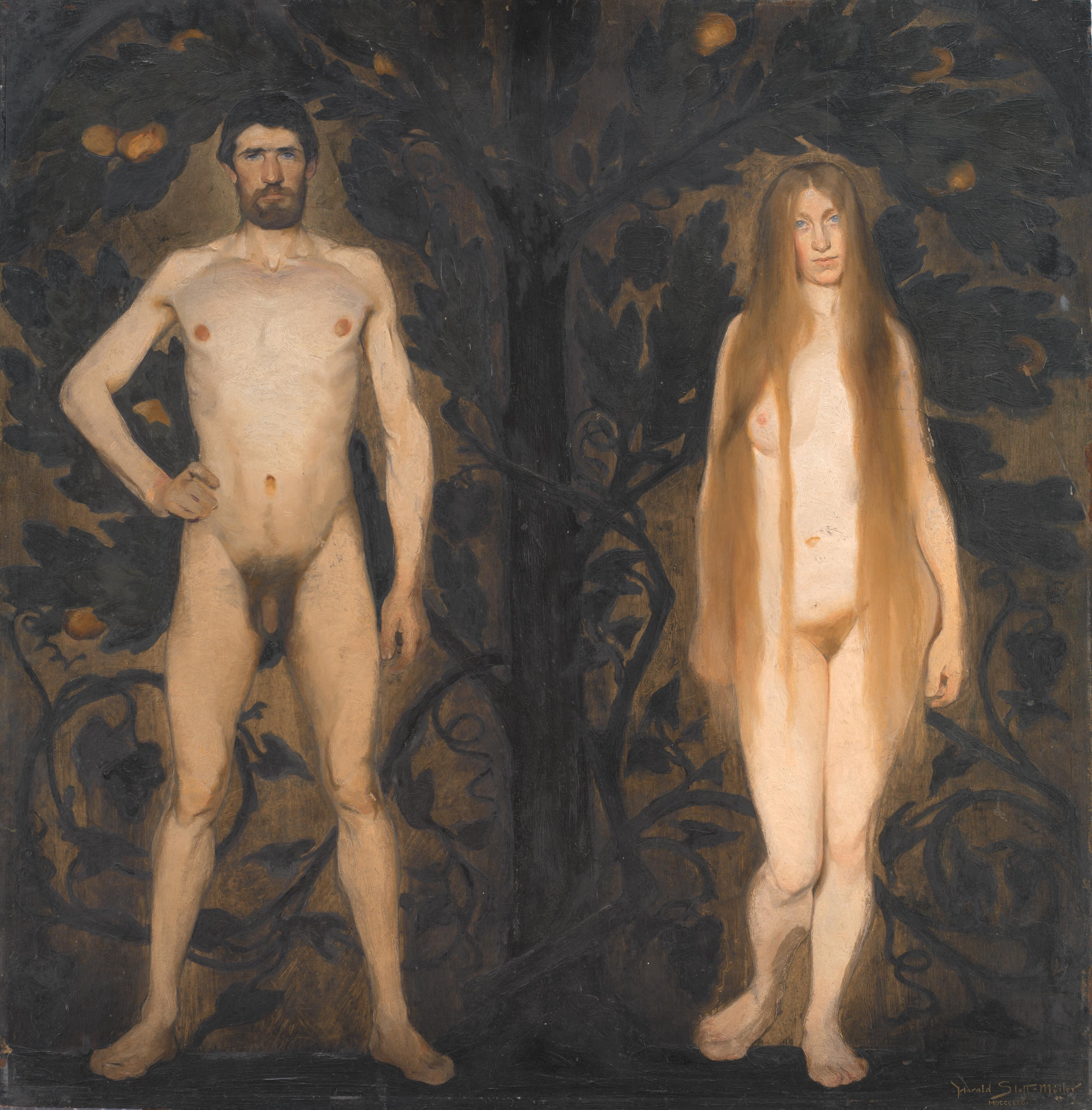
Adam und Eva, 1891, Statens Museum for Kunst
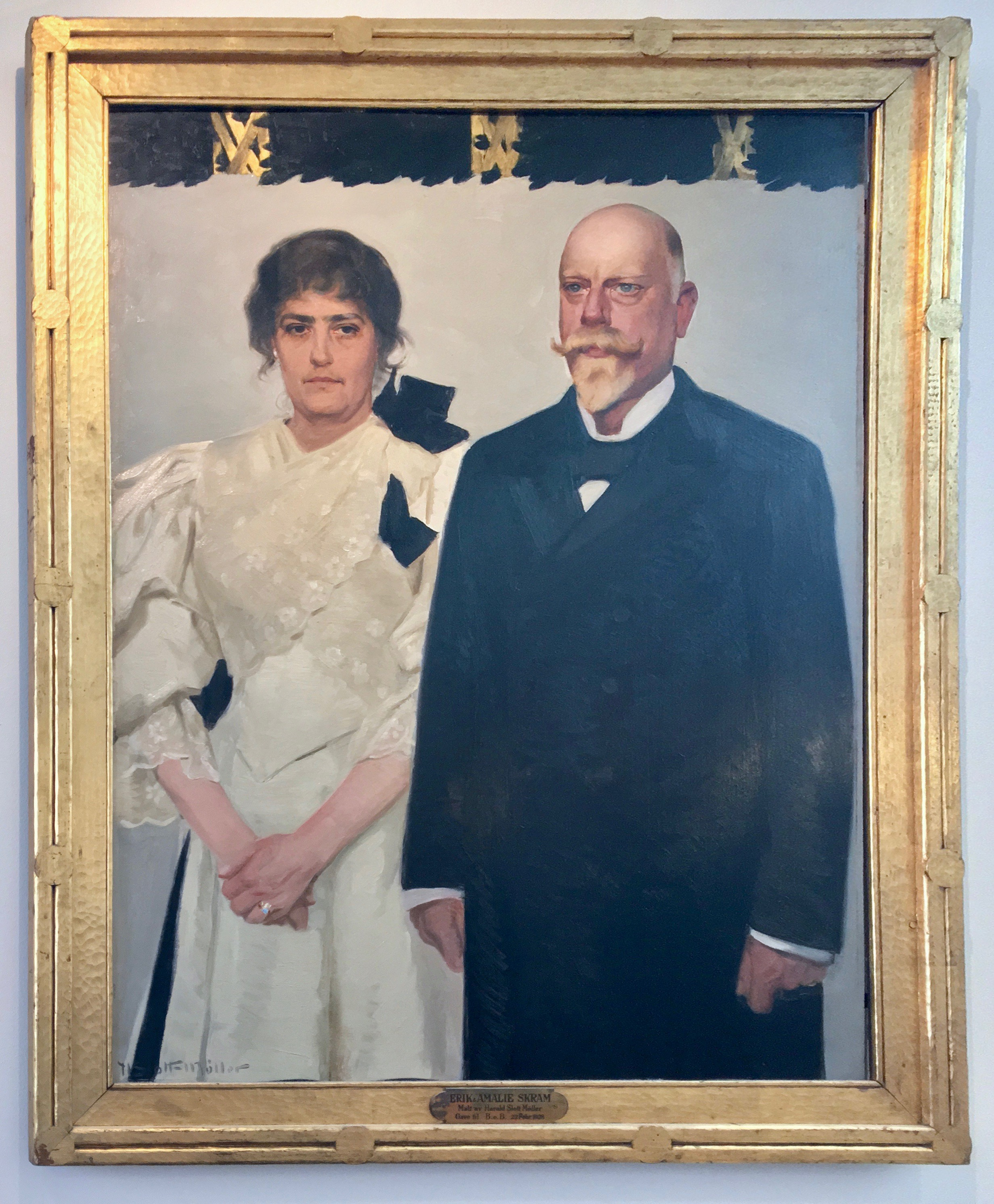
Doppelporträt von Amalie und Erik Skram, 1895, Öffentliche Bibliothek Bergen
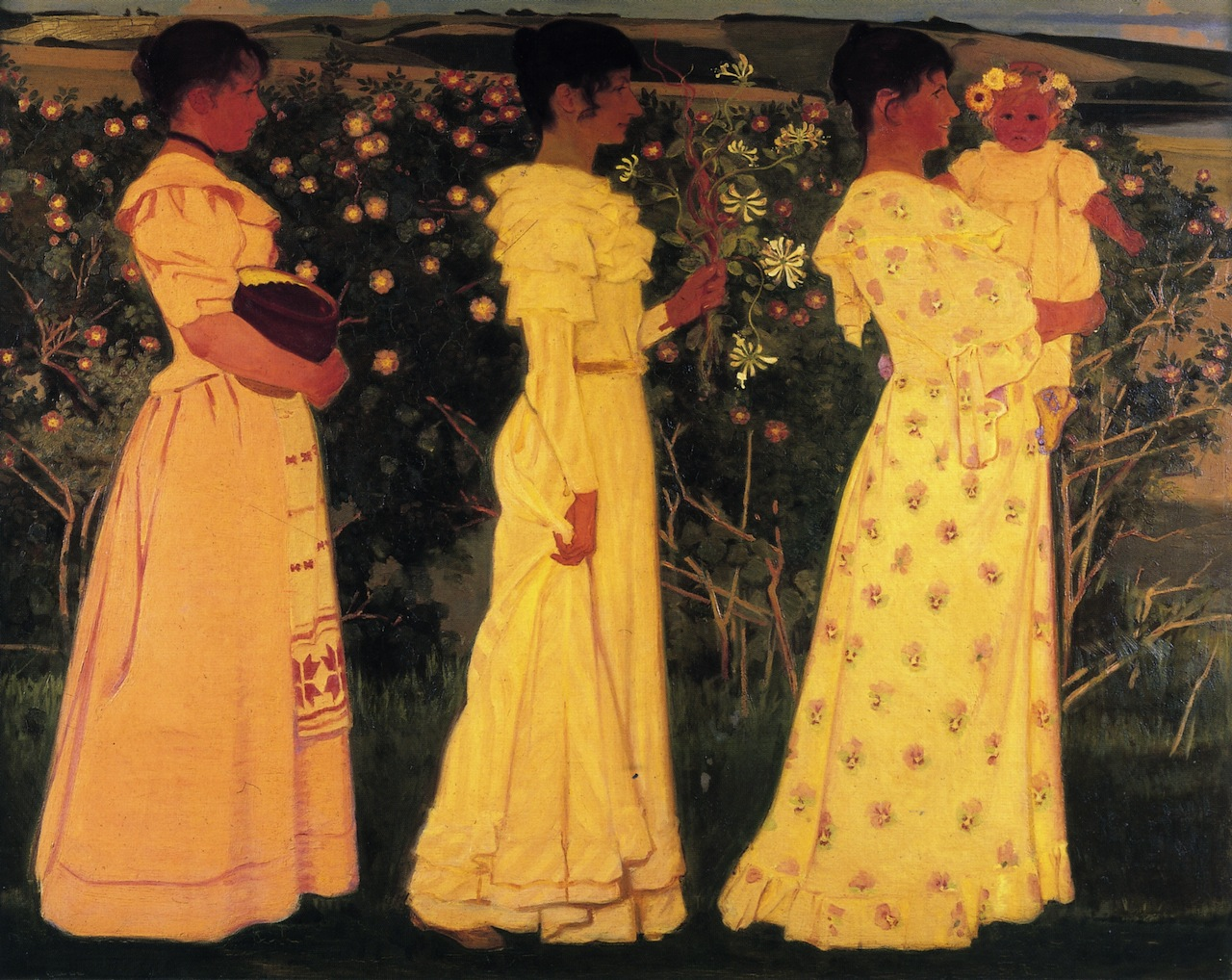
Tre kvinder, sommeraften (drei Frauen am Sommerabend), 1895
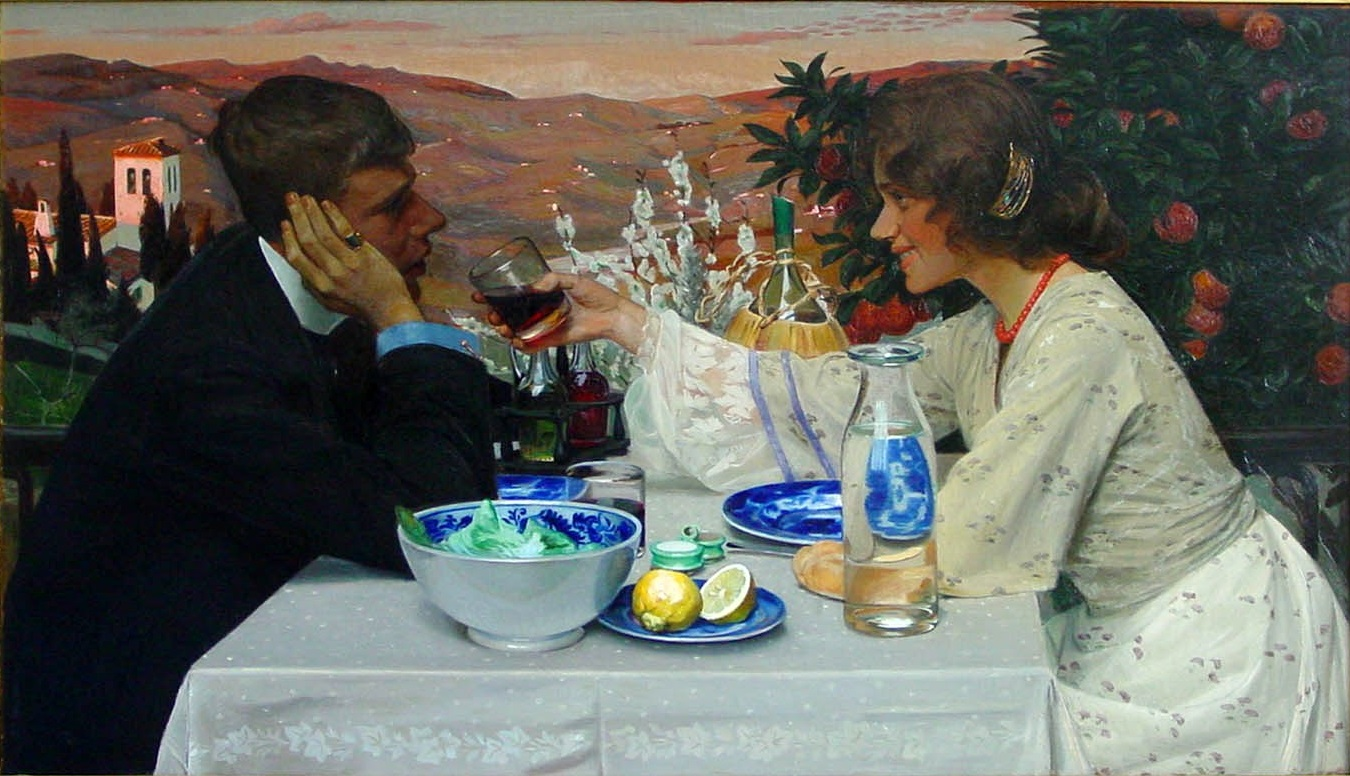
Primavera (Frühling), 1900/1901, KUNSTEN Museum of Modern Art Aalborg
Badende unge piger (Badende junge Mädchen), 1904
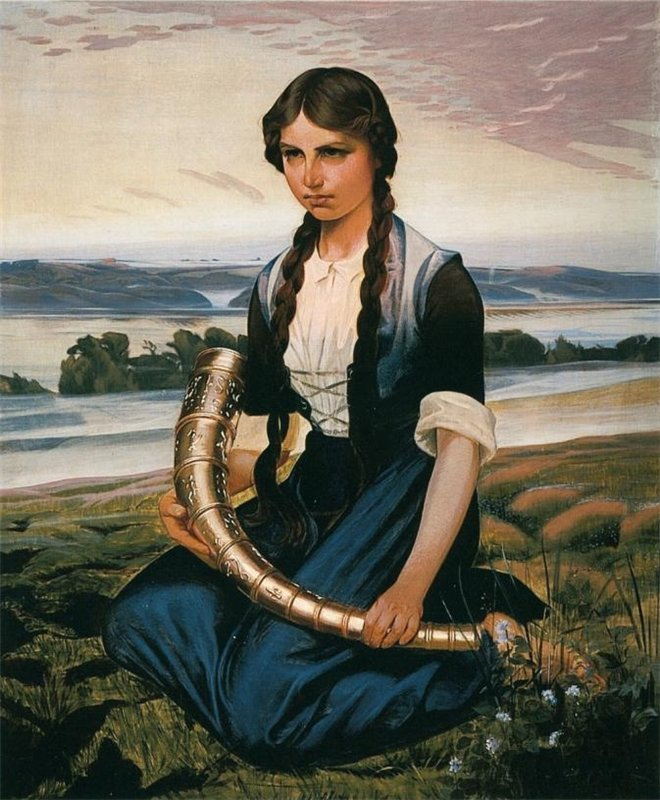
Pigen, der finder guldhornet (Das Mädchen, das das Goldene Horn findet), 1906, Haderslev Museum
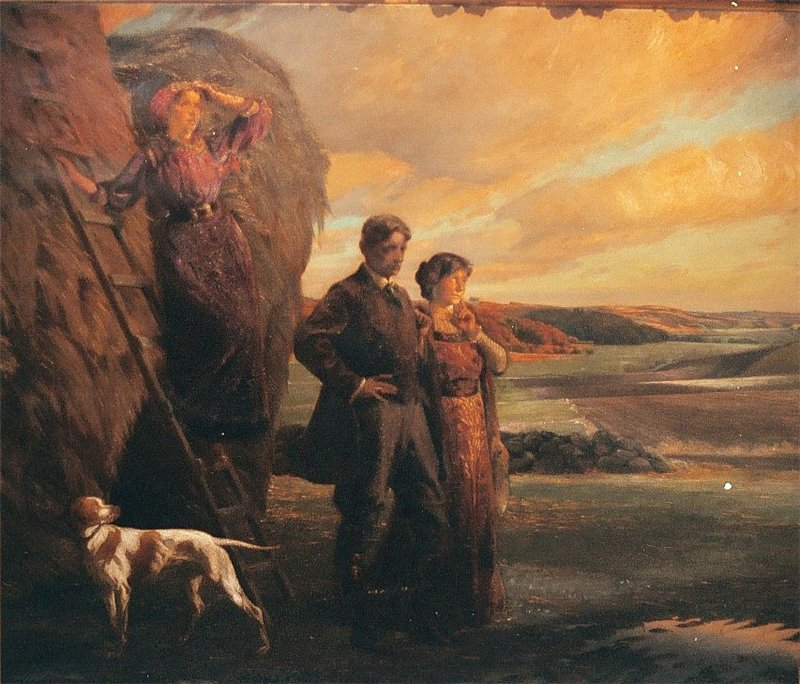
Trækfuglene (Zugvögel), 1909
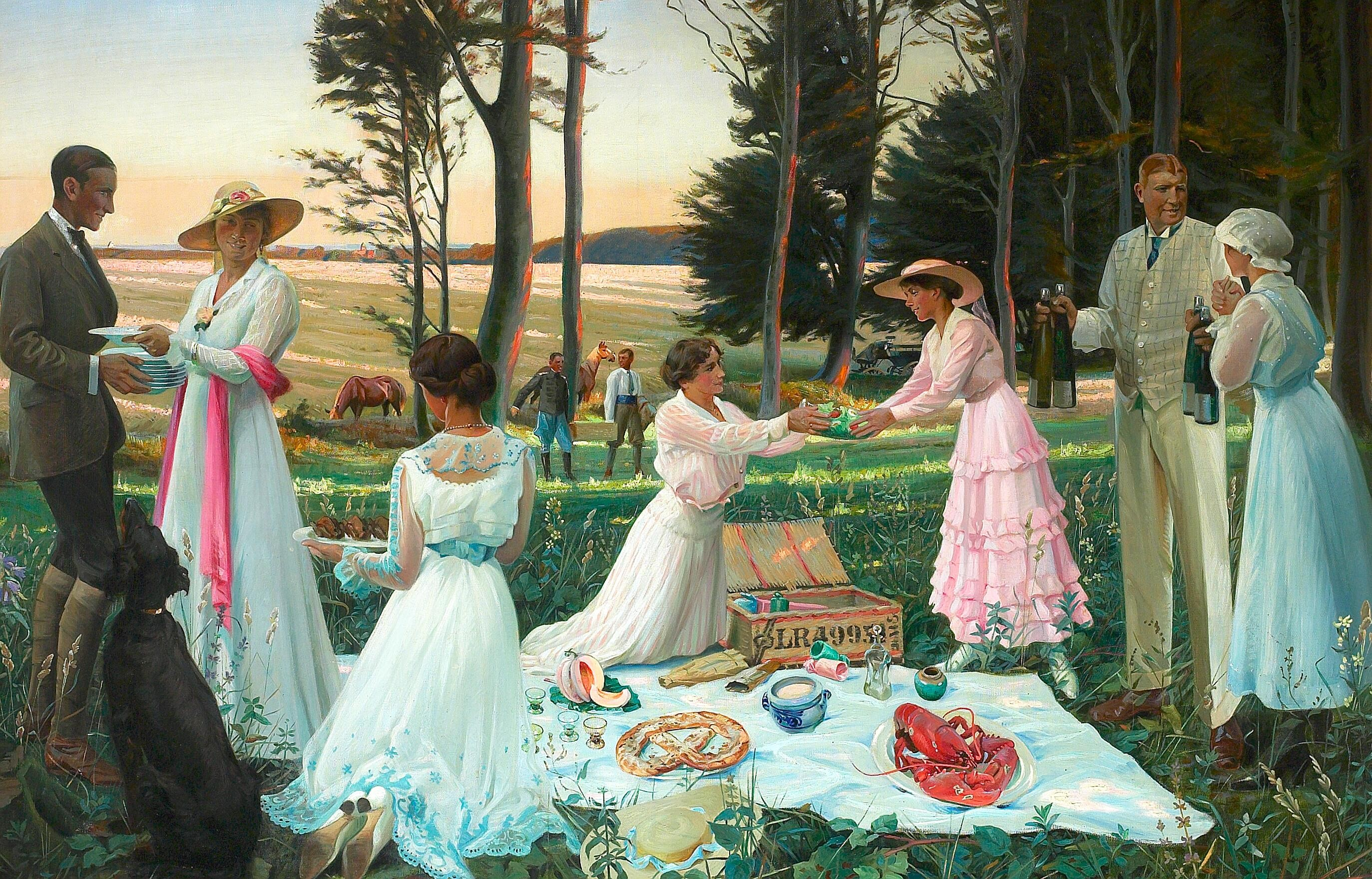
Picnic, 1919
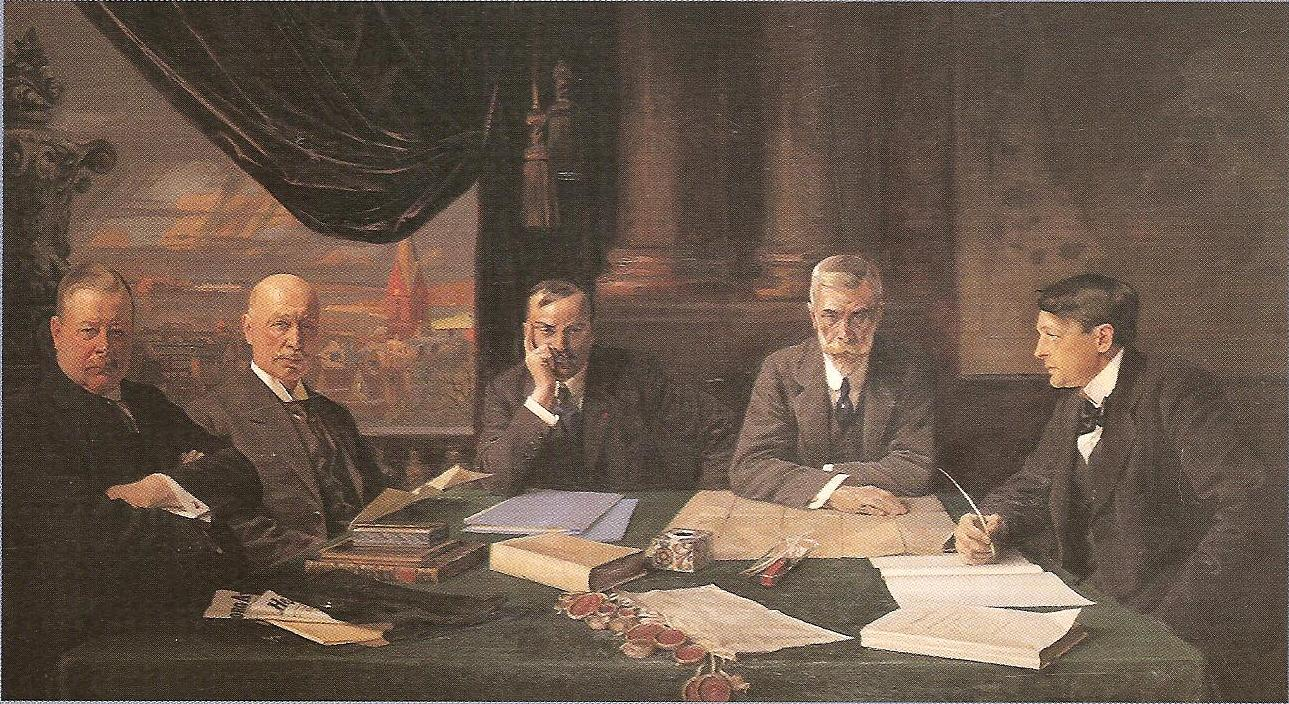
Den internationale kommission for Slesvig, 1920, Folketinget
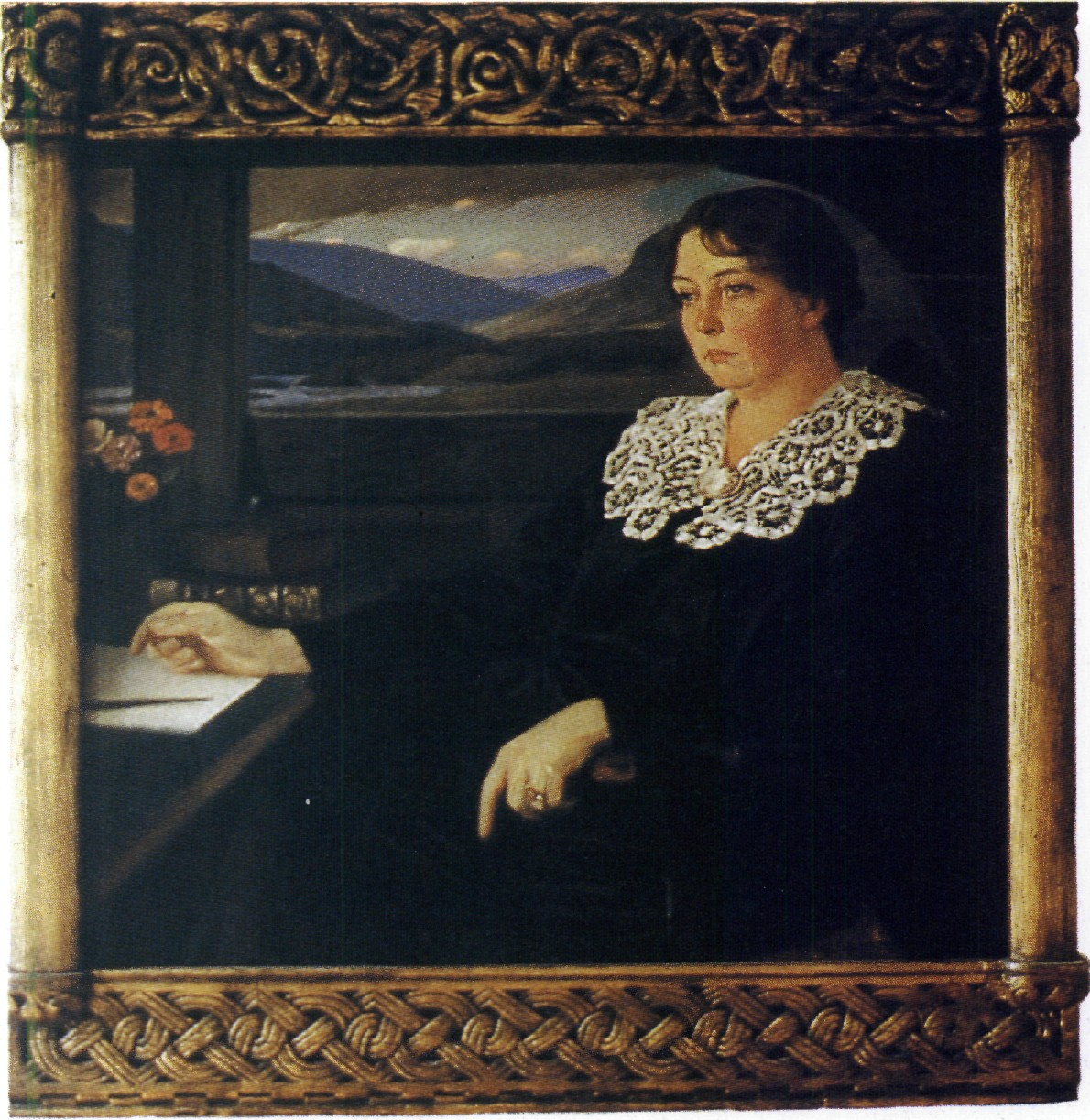
Sigrid Undset, 1923, H. Aschehoung & Co, Oslo
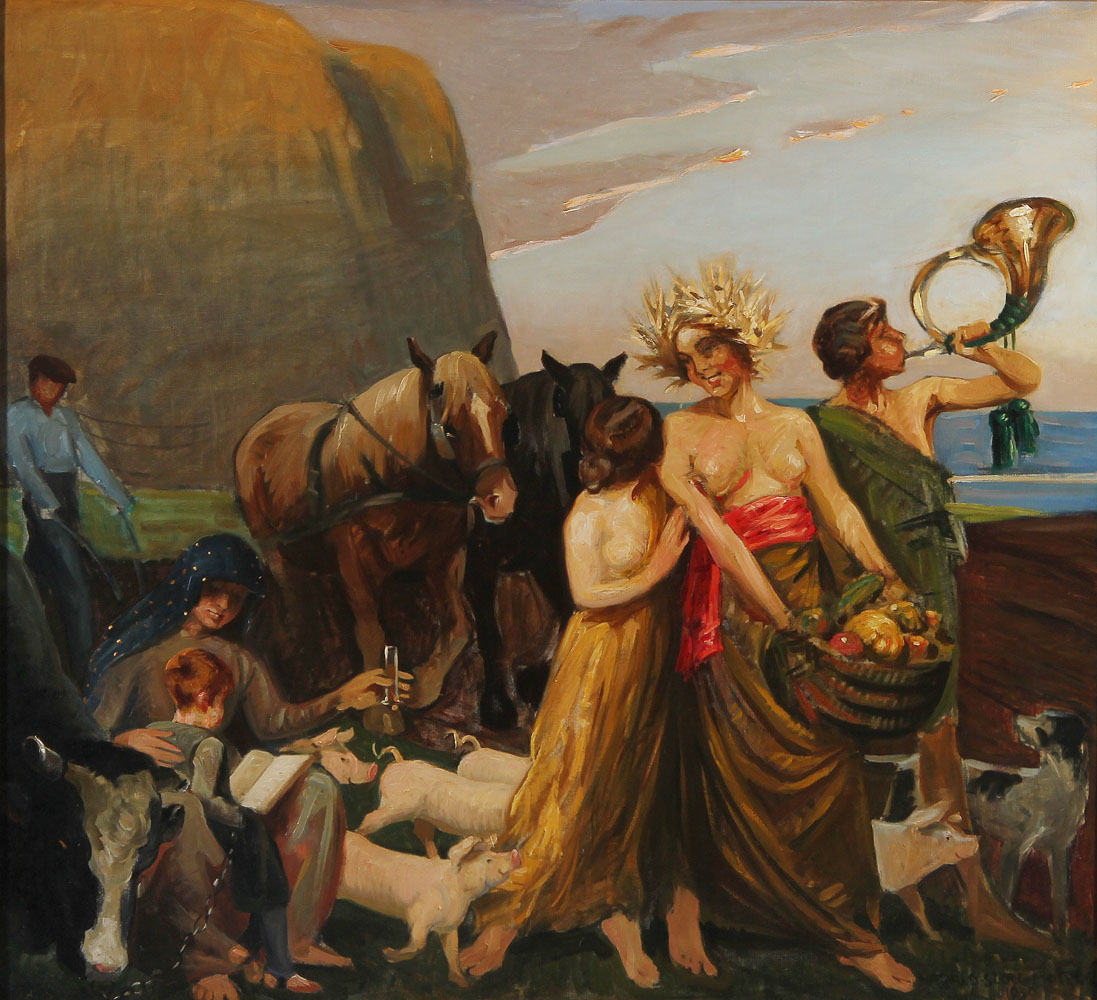
Frugtbarheden (Fruchtbarkeit), 1930
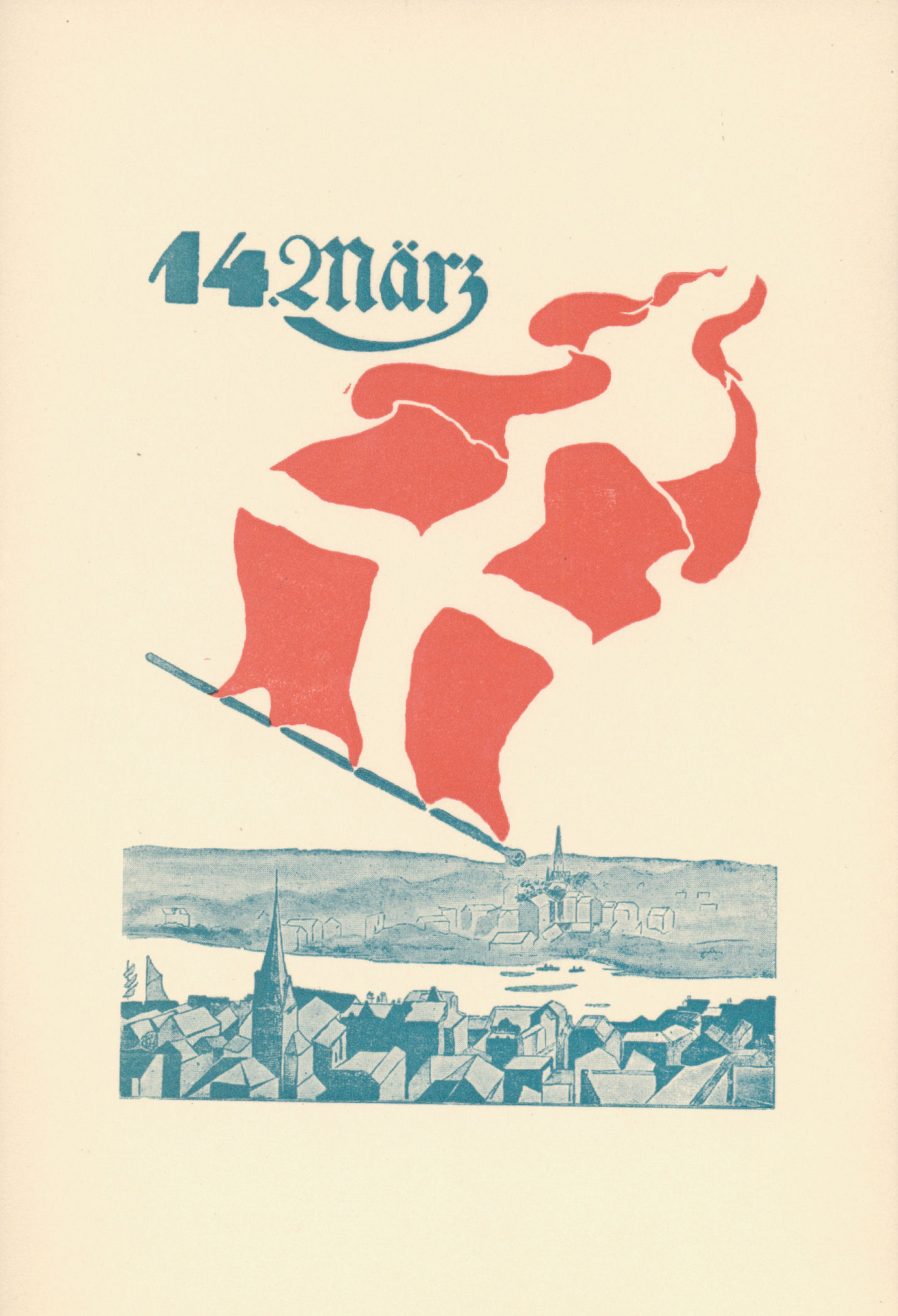
14. März. Wahlplakat, Volksabstimmung 1920, abgebildet ist Flensburg.

## Ehrungen
- 1893: Den Hielmstierne-Rosencroneske-Stiftelse[9]
- 1897, 1899, 1905: Akademiets pris (Akademiepreis der Königlich Dänischen Kunstakademie)
- 1900: Bronzemedaille der Weltausstellung in Paris
- 1909: Det Anckerske Legat (Reisestipendium)[5]
- 1919: Ridder af Dannebrog (Ritter des Dannebrogordens)